# Governo da Cidade Livre de Danzig no Exílio

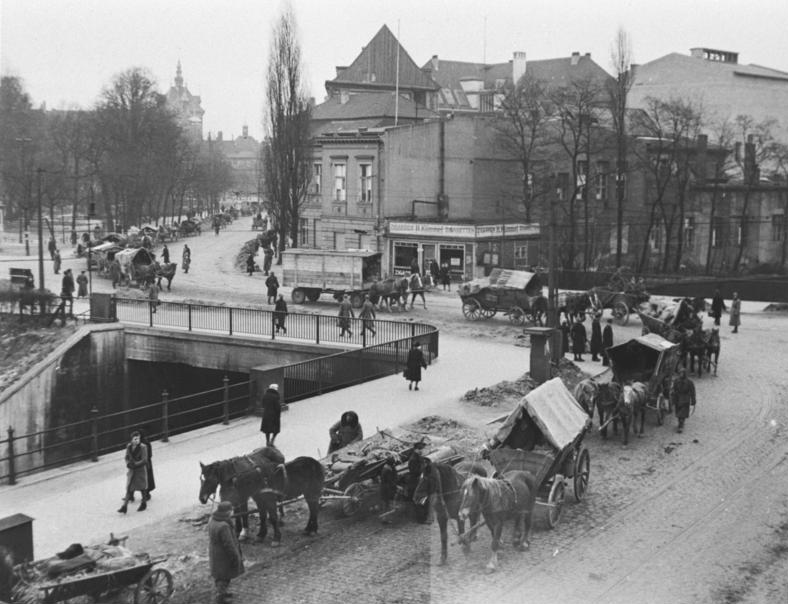
Refugiados alemães saindo de Danzig, fevereiro de 1945

O Governo da Cidade Livre de Danzig no Exílio (em alemão:  Regierung der Freien Stadt Danzig im Exil) ou Estado Livre de Danzig, é um título reivindicado por vários grupos que afirmam ser o governo no exílio da extinta Cidade Livre de Danzigue, cujo antigo território se situa agora na Polônia, em torno da área da cidade de Gdańsk.

## Contexto
A Cidade Livre de Danzig (em alemão:  Freie Stadt Danzig; em polonês/polaco:  Wolne Miasto Gdańsk) foi uma cidade-estado semiautônoma que existiu entre 1920 e 1939, consistindo no porto de Danzig, no Mar Báltico (atual Gdańsk, Polônia) e quase 200 cidades nas áreas circundantes. Foi criado em 15 de novembro de 1920   de acordo com o Tratado de Versalhes de 1919, após o fim da Primeira Guerra Mundial e estava sob proteção da Liga das Nações. A Cidade Livre era habitada principalmente por alemães étnicos, mas a maioria fugiu ou foi expulsa quando o território foi incorporado à Polônia no final da Segunda Guerra Mundial.

## História
Em 13 de novembro de 1947, W. Richter, presidente da Associação dos Nacionais do Estado Livre de Danzig, foi um dos primeiros grupos a anunciar a formação de um governo no exílio para a Cidade Livre de Danzig.  Richter também anunciou que a associação aceitaria um acordo da comunidade internacional que lhes concederia um território alternativo num centro de comércio.  Um destes grupos fez apelos às Nações Unidas, apelando ao reconhecimento oficial, à deportação dos polacos do seu território reivindicado e à assistência no restabelecimento da Cidade Livre. 
Em 1967, pelo menos dois outros grupos surgiram alegando ser o governo no exílio. Herbet Adler, um condutor de bonde de Essen, afirmou ser o "Presidente do Governo do Exílio da República da Cidade Livre de Danzig" (alemão: Präsident der Exil-Regierung der Republik Freie Stadt Danzig) e enviou cartas diplomáticas a vários países e políticos e recebeu respostas do governo de Gana e do Ministro do Interior da Alemanha Ocidental, Paul Lücke.  Reivindicava o apoio de cerca de 12 000 «compatriotas» e afirmava ser membro do governo no exílio, composto por 25 cidadãos localizados em todo o mundo. 
Willi Homeier, entretanto, fazia parte de um grupo rival e afirmava ser presidente da "Representação da Cidade Livre de Danzig" (alemão: Vertretung der Freien Stadt Danzig), uma ramificação do "Conselho de Danzig" (alemão: Rat der Danziger) fundada em 1947.  Este conselho considerava-se a legislatura da Cidade Livre e contava com 36 membros no seu primeiro mandato.  Ela também afirmou que o órgão que ela liderava era o sucessor legal do Senado da Cidade Livre de Danzig e isso havia sido reconhecido em votações secretas em 1951 e 1961. 
Com o advento da Internet surgiram muitos mais grupos e indivíduos que afirmavam ser ou representar o verdadeiro governo no exílio. Isto inclui Ernst F. Kriesner que, pelo menos no final da década de 1990, enquanto vivia na Austrália, afirmava ser senador e ministro dos Negócios Estrangeiros do Estado Livre.  Ele também escreveu às Nações Unidas buscando reconhecimento em 1998.  Pelo menos em 2010, Beowulf von Prince afirmou ser presidente do Senado do Estado Livre de Danzig, sob a constituição da Cidade Livre original de Danzig. 

## Reivindicações
Muitos dos grupos reivindicam a totalidade do território outrora possuído pela Cidade Livre de Danzig.  A maioria baseia esta afirmação na noção de que a Cidade Livre de Danzig era um estado neutro e que a sua anexação pela Alemanha em 1939 era ilegal; como tal, os Aliados não tinham autoridade para incorporar a cidade na Polônia após a Segunda Guerra Mundial.  Além disso, nenhum tratado formal alguma vez alterou o estatuto da Cidade Livre de Danzig, e argumentam que a sua incorporação na Polônia dependeu da aquiescência geral da comunidade internacional. 

## Reconhecimento e relações
Escrevendo sobre a falta de reconhecimento oficial alemão da Cidade Livre de Danzig, o Ministro dos Negócios Estrangeiros polaco Władysław Bartoszewski afirmou que a organização e as associações culturais de Danzig com ideias semelhantes eram vistas aos olhos do público alemão como revanchistas e politicamente alinhadas com a extrema-direita Partido Nacional Democrático da Alemanha. 